# Daniel Tilas
Daniel Tilas, född 2 mars 1712 på Gammelbo bruk i Ramsbergs socken, Västmanland, död  27 oktober 1772 i Stockholm, var en svensk friherre, landshövding, riksheraldiker, genealog, bergsråd och tecknare.

## Uppväxt och utbildning
Daniel Tilas var son till Olof Tilas och Maria Hjärne. Fadern, som tillhörde samma släkt som Granfelt från Dal, var major när han adlades 1719, då Daniel var sju år. Morfadern var den bekante Urban Hiärne.
Tilas studerade vid Uppsala universitet och blev auskultant i Bergskollegium 1732, därefter företog han en mängd resor i Bergslagen, Norge, Karelen och Ryssland.

## Karriär
Tilas invaldes som en av Kungliga Vetenskapsakademiens tidiga medlemmar efter dess instiftande 1739. Han var hovjunkare 1739, bergsdirektör 1740–1745, kammarherre 1743, assessor i Bergskollegium 1745, bergsråd 1755, landshövding 1762, friherre 1766, riksheraldiker 1767 samt bevistade elva riksdagar.
Som vice gränskommissarie i gränskommissionens arbete mellan Sverige och Norge vandrade han hela gränssträckan från Värmland till Torneå lappmark. I vår tid har hans "Mineral-historia öfwer Osmunds-berget uti Rättwiks Sochn och Öster-Dalarne" (1740) uppmärksammats såsom en av de äldsta kända geologiska beskrivningarna av ett område. Han var kommendör av Nordstjärneorden.
Tilas gjorde sig bemärkt som en av frihetstidens största samlare av vetenskapliga och kulturella föremål men största delen av hans samling förstördes vid Klarabranden 1751. Han återupptog senare sitt samlande och forskningar om folkdräkter, seder och bruk som numera återfinns vid Kungliga biblioteket i Stockholm. Han var även en skicklig tecknare och finns representerad vid Uppsala universitetsbibliotek planschsamling och med exlibris och porträtt vid Nationalmuseum i Stockholm.
Gruvgången Tilas stoll, belägen strax utanför Filipstad, har fått sitt namn efter Daniel Tilas.

## Familj
År 1741 gifte han sig med Hedvig Reuterholm (1719–1741), dotter till Nils Reuterholm. Två år senare, 1743, ingick han äktenskap med Anna Katarina Åkerhielm af Margaretelund. Han fick sammanlagt nio barn, men inga kända barnbarn. En av sönerna, Daniel Axel, emigrerade till Amerika, medan en annan, Samuel Olof, var poet och kommissionssekreterare.